# Ровенско (Сењица)
Ровенско (слч. Rovensko) насељено је мјесто са административним статусом сеоске општине (слч. obec) у округу Сењица, у Трнавском крају, Словачка Република.

## Становништво
| Година:    | 1994. | 2004.   | 2014.    | 2024.   |
| ---------- | ----- | ------- | -------- | ------- |
| Број људи: | 396   | 369     | 423      | 429     |
| Разлика:   |       | -6,81 % | +14,63 % | +1,41 % |

| Година:    | 2023. | 2024.  |
| ---------- | ----- | ------ |
| Број људи: | 440   | 429    |
| Разлика:   |       | -2,5 % |

Према подацима о броју становника из 2024. године насеље је имало 429 становника.